# Одая
Одая̀та е безогнищно отделение, което е светло и най-често се използва за спалня. Отоплява се със зидана или желязна печка. В други случаи така се нарича малко складово помещение в традиционната къща, което е разположено най-често между къщите и собата. Одаята може да бъде и част от чардака, като е отделена с дъски.
Одаята е по-характерна за тракийската, среднобългарската и шопската къща. При балаканската къща и уземницата, както и в случаи при шопската и среднобългарската асиметрична къща, се използва со̀ба, а при среднородопския тип къщи се използва кьошк.